# Karabin maszynowy RPK-74
5,45 mm ręczny karabin maszynowy RPK-74 (ros. Ручной Пулемёт Калашникова 74, РПК-74; trl. Rucznoj Pulemiot Kałasznikowa – 74) – radziecki ręczny karabin maszynowy zasilany nabojem 5,45 × 39 mm, pochodna AK-74.

## Historia konstrukcji
W drugiej połowie lat 70. XX wieku do uzbrojenia Armii Radzieckiej wprowadzono nowy karabin automatyczny AK-74 kalibru 5,45 mm. Jednocześnie do uzbrojenia wprowadzono mający go uzupełniać rkm RPK-74. Była to pochodna AK-74 wyposażona w dłuższą lufę i dwójnóg.
RPK-74 był zasilany z powiększonych 45 nabojowych magazynków łukowych (testowano także magazynek talerzowy, ale z jego produkcji zrezygnowano). Awaryjnie RPK-74 może być zasilany z 30 nabojowych magazynków karabinu AK-74, ale zmniejsza to szybkostrzelność praktyczną.
Karabin maszynowy RPK-74 znajduje się nadal na uzbrojeniu armii państw powstałych po rozpadzie ZSRR. W latach 90. znalazł się też w niewielkich ilościach na uzbrojeniu Wojska Polskiego, także w wersji RPKS-74 i był używany w pododdziałach uzbrojonych w karabiny wz. 88 Tantal, głównie jednostkach powietrznodesantowych i specjalnych. Z uzbrojenia Wojska Polskiego został wycofany w roku 2005 wraz z karabinem wz. 88.

## Opis
RPK-74 jest bronią samoczynno-samopowtarzalną. Zasada działania oparta na odprowadzaniu części gazów prochowych przez boczny otwór lufy, z długim ruchem tłoka gazowego. RPK-74 strzela z zamka zamkniętego. Zamek ryglowany przez obrót. Mechanizm uderzeniowy kurkowy, mechanizm spustowy z przełącznikiem rodzaju ognia. Dźwignia przełącznika rodzaju ognia pełni jednocześnie rolę bezpiecznika.
RPK-74 jest bronią zasilaną z magazynków 45-nabojowych.
Lufa zakończona szczelinowym tłumikiem płomieni, do lufy zamocowany jest dwójnóg.
RPK-74 wyposażony jest w łoże i chwyt pistoletowy. Kolba stała (w pierwszych seriach kolba i łoże drewniane, w późniejszych z tworzywa sztucznego). Przyrządy celownicze mechaniczne (celownik krzywkowy z muszką). Wersja N posiada boczną szynę na której można zamontować celownik optyczny lub nocny. Wersja RPKS-74 posiada drewnianą składaną na bok kolbę.
Obecnie najnowszą produkowaną w Rosji wersją jest RPK-74M, który posiada szynę boczną do montażu celowników, łoże i kolbę (składaną na bok) z tworzyw sztucznych. Na bazie RPK-74M opracowano eksportową wersję RPK-201 na nabój 5,56 × 45 mm.